# Gonzalo Hevia Álvarez-Quiñones
Gonzalo Hevia Álvarez-Quiñones foi um piloto galego. Fez parte do Esquadrão Azul, o braço aéreo da Divisão Azul que estava ao serviço da Luftwaffe. Combateu durante a Segunda Guerra Mundial na Jagdgeschwader 51 na frente oriental, onde abateu 12 aeronaves inimigas, o que fez dele um ás da aviação e o mais bem sucedido piloto da Divisão Azul. Mais tarde, já em Espanha com o posto de tenente-coronel, foi o primeiro a pilotar um F-86 Sabre na força aérea de Espanha.